# Tibor Pázmány
Tibor Pázmány (* 1940 in Budapest) ist ein aus Ungarn stammender österreichischer Organist und Dirigent.

## Wirken
Er studierte an der Franz-Liszt-Musikakademie Orgelspiel und Dirigieren. Seine Anfangsjahre verbrachte er am Theater in Szolnok. An der ungarischen Staatsoperette dirigierte er ein breites Repertoire von Oper bis Musical. In dieser Zeit war er auch Dozent für Musical an der Staatsakademie für Schauspiel in Budapest. 1981 wurde er nach einem Engagement beim Rundfunk von der Oper Magdeburg engagiert. 
1984 reiste er mit seiner Gattin mit einem Touristenvisum in den Westen aus. Es dauerte zwei Jahre, bis er am Landestheater Linz eine Anstellung erhielt. Als Dirigent konnte er erst ab 1989 in der Nabucco-Produktion wieder tätig werden. Es folgten sieben weitere Verdi-Opern. Ab der Saison 1991/92 avancierte er zum Kapellmeister und Studienleiter und dirigierte ein umfangreiches Opern- und Operettenrepertoire. 2001 war er Gastdirigent im Bregenzer Festspielhaus und 2003 im Theater am Kornmarkt.
Eine Reihe von Werken, an denen er als Dirigent maßgeblich mitwirkte, wurden auf Tonträgern veröffentlicht.

## Auszeichnungen
Anlässlich seines Pensionsantritts wurde ihm 2005 die Kulturmedaille des Landes Oberösterreich verliehen.